# Longidorella pygmea
Longidorella pygmea är en rundmaskart. Longidorella pygmea ingår i släktet Longidorella och familjen Dorylaimidae. Inga underarter finns listade i Catalogue of Life.